# Franc Cerar
France Cerar (Dobliče, Črnomelj, 22. siječnja 1922. – Maribor, 10. kolovoza 2014.), slovenski rimokatolički duhovnik, isusovac i književnik. Na hrvatskom mu je objavljeno djelo Po riječima Svetog pisma, kratka tumačenja misnih čitanja i Evanđelja za sve dane u godini, koje je na hrvatski preveo Božidar Brezinski Bagola. Pisao pjesme.